# Glanes
Glanes är en kommun i departementet Lot i regionen Occitanien i södra Frankrike. Kommunen ligger i kantonen Bretenoux som tillhör arrondissementet Figeac. År 2022 hade Glanes 296 invånare.

## Befolkningsutveckling
Antalet invånare i kommunen Glanes
| Referens: INSEE |